# Bandera del Kazakhstan

Proposta original de Shaken Niyazbekov

La bandera del Kazakhstan s'aprovà per decret el 24 de gener de 1996 i està formada per un fons de color xarxet i com a motiu central una àguila de les estepes de color or, amb les ales obertes, amb un sol al damunt de 32 rajos també de color or. Al costat del pal s'hi troba l'ornament nacional o koshkar-muiz, típic de l'art i de la cultura kazakhs, també en color or. El disseny és fruit del resultat d'un concurs nacional amb més de 600 projectes diferents. El guanyador va ser Shaken Niyazbekov (tot i que el seu disseny incloïa originalment l'ornament nacional en color vermell).

## Simbolisme
El color de fons, el xarxet o (blau turquesa), representa els pobles turquesos: (tàtars, mongols i uigurs) que componen el país. El blau turquesa també és el color de Tangri, el déu del cel en la mitologia turca. L'àguila era el motiu de Genguis Kan i estava present en la seva ensenya.

## Colors
| Model de color | Xarxet      | Groc       |
| -------------- | ----------- | ---------- |
| Pantone        | 3125 U      | 102 U      |
| CMYK           | 100-13-0-20 | 0-22-94-0  |
| HEX            | #00AFCA     | #FEC604    |
| RGB            | 0-175-202   | 254-197-12 |

## Banderes històriques

Bandera de la República Socialista Soviètica Autònoma Kazakh (1920-1936)
Bandera de la República Socialista Soviètica del Kazakhstan (1937-1940)
Bandera de l'RSSK (1940-1953)
Bandera de l'RSSK (1953-1991)

La República Socialista Soviètica del Kazakhstan fou creada el desembre de 1936 i dissolta el 10 de desembre del 1991. La bandera del país estava inspirada en la bandera de l'URSS, s'hi troba el color vermell i també la falç i el martell, símbols del comunisme, amb el nom del país en alfabet cirílic.
El 24 de gener del 1953 es va treure el nom i s'hi va afegir la banda horitzontal blava i una estrella sobre la falç.

## Altres banderes

Ensenya naval
Bandera governamental